# 304122 Ameliawehlau
304122 Ameliawehlau este o planetă minoră (asteroid) din centura de asteroizi. A fost descoperită pe 1 mai 2006 la Mauna Kea Observatories⁠(d) de Paul A. Wiegert⁠(d). 
Obiectul prezintă o orbită caracterizată de o semiaxă mare de 2,3578334037954 UAi, o excentricitate de 0,18993977881287, o înclinație de 0,35808438300375 ° în raport cu ecliptica.